# Euforió (metge)
Euforió (en llatí Euphorion, en grec antic Εὐφορίων) va ser un metge grec o potser un gramàtic, que va escriure un comentari sobre Hipòcrates en sis llibres. Hauria viscut al segle i o una mica abans, per la forma en que és mencionat per Erotià.